# Gerd Grabher
Gerd Grabher (født 2. november 1953 i Østrig) er en tidligere fodbolddommer fra Østrig. Han dømte en kamp i EM 1996. Kampen var mellem England og Nederlandene og han gav seks gule kort, og dømte et straffespark til England.
| Biografi | Spire Denne biografi om en fodbolddommer er en spire som bør udbygges. Du er velkommen til at hjælpe Wikipedia ved at udvide den. |